# Maximilian Sciandri
Maximillian Baptist "Max" Sciandri (ur. 15 lutego 1967 w Derby) – brytyjski zawodowy kolarz szosowy, reprezentujący Włochy w latach 1989-1995, brązowy medalista olimpijski.

## Początki
Jest synem Włocha i Angielki, przeprowadził się wraz z rodzicami do Włoch (dokładnie Toskanii) i w wieku 9 lat rozpoczął przygodę z kolarstwem. Na zawodowstwo przeszedł w wieku 22 lat popisując kontrakt z mało znaczącą nawet na półwyspie Apenińskim (zabrakło dla niej miejsca liście startowej Giro d'Italia) drużyną Titanbonifica. Jednak dobre wyniki osiągnięte już w pierwszym sezonie startów (tzn. zwycięstwo w Giro di Romagna i druga lokata w Giro del Lazio) sprawiły, iż zainteresował się nim słynny dyrektor sportowy Davide Boifava. Dzięki temu Sciandri trafił do bardzo silnej ekipy Carrera na następne dwa lata (1990-91). W jej barwach od razu potwierdził swe umiejętności utalentowanego klasyka (broniąc swój tytuł z Romanii) i dał się też poznać jako dobry sprinter (wygrywając aż pięć z siedmiu odcinków hiszpańskiej etapówki Vuelta a Aragon). Rok później odniósł swe pierwsze prestiżowe zwycięstwo na trasie Giro d'Italia. Na etapie jedenastym do Savony uciekł w towarzystwie dwóch kolarzy, lecz tylko jemu i słynnemu Amerykaninowi Gregowi Lemondowi udało się ujść pogoni peletonu i to Sciandri okazał się szybszy od trzykrotnego triumfatora Tour de France. Jeszcze w tym samym roku po raz pierwszy wspiął się na podium pucharowej imprezy finiszując trzeci (za Belgiem Johanem Museeuwem i Francuzem Laurentem Jalabertem) w Mistrzostwach Zurychu.

## Pasmo sukcesów
Pierwszym przejawem odbudowywania swych więzów z kulturą anglosaską było podpisanie kontraktu z amerykańską Motorolą. Co więcej, w barwach właśnie tej ekipy Sciandri w sezonie 1992 wygrał nie tylko kolejny etap Giro d'Italia (trzeci odcinek do Arezzo), tym razem wygrywając finisz z peletoniku pozbawionego typowych sprinterów, lecz w dodatku wygrał klasyfikację generalną wyścigu Tour of Britain. Najlepszy dla Maksymiliana okazał się rok 1993 - ukończył ów sezon na dziewiątym miejscu w rankingu indywidualnym UCI i na trzecim w klasyfikacji ogólnej Pucharu Świata (przegrał wyraźnie tylko z Włochem Maurizio Fondriestem i wspomnianym już Museeuwem). W ramach Pucharu najlepiej wiodło mu się we Włoszech, gdzie zajął trzecie lokaty zarówno w marcowym Mediolan-San Remo jak i październikowym Giro di Lombardia. Poza Pucharem zwyciężył także w etapówce Tour de Luxembourg, prestiżowych jednodniówkach włoskich: Giro del Veneto i Coppa Placci oraz w jednym ze swych ulubionych wyścigów, tzn. francuskim GP Fourmies. Pośród tego pasma sukcesów zdarzyła się jednak Maxowi bardzo irytująca wpadka. Stanął przed sporą szansą na odniesienie etapowego triumfu na trasie 80. Tour de France. Na odcinku siódmym do Chalons-sur-Marne w 7-osobowej ucieczce znalazło się aż trzech kolarzy Motoroli. Sciandri, na którego pracowali obaj koledzy (Australijczyk Phil Anderson, i Kolumbijczyk Alvaro Mejia). Za najgroźniejszego ze swych rywali nie bez podstaw uznał Museeuwa. Co prawda udało mu się wyprzedzić szybkiego Belga, lecz niespodziewanie w ostatniej chwili obu pogodził Duńczyk Bjarne Riis, będący dopiero na progu swej wielkiej kariery. Po przejściu w sezonie 1994 pod skrzydła dyrektora Giancarlo Ferrettiego, tzn. do drużyny GB-MG, zdołał wygrać swój trzeci etap w Giro d'Italia, tym razem szesnasty do Stradelli, gdzie na ostatnich kilometrach nieznacznie odskoczył od peletonu wraz z Włochem Fabiano Fontanellim, którego ograł po zaciętym finiszu.

## Zmiana obywatelstwa
Zimą 1994/1995 włoski sponsor MG oddzielił się od belgijskiego GB, zaś Sciandri pozostając wierny Ferretiemu stał się członkiem ekipy MG-Technogym. W jego statusie zaszła jednak jeszcze jedna, poważniejsza zmiana. Oburzony ciągłym pomijaniem swojej osoby przy ustalaniu składu włoskiej ekipy narodowej na Mistrzostwa Świata, Max Sciandri postanowił skorzystać z posiadanego podwójnego obywatelstwa i wrócił na łono swej pierwszej ojczyzny by od tej pory reprezentować już Wielką Brytanię. W szeregach tej reprezentacji (jakkolwiek skromniejszej liczebnie) miał bowiem nie tylko pewne miejsce w składzie, lecz zarazem zagwarantowaną pozycję lidera. Na konto MG jak i na nowej-starej ojczyzny zapisał w sezonie 1995 zarówno upragnione zwycięstwo etapowe w Tour de France - na etapie jedenastym do Saint-Étienne zabrał się w 5-osobową ucieczkę, następnie odskoczył od niej wraz z Kolumbijczykiem Hernanem Buenahorą, którego bez trudu ograł w dwójkowym finiszu. Miesiąc później dał popis swych umiejętność przed angielską publicznością zwyciężając po solowej akcji w pucharowym Leeds International Classic. Rok później jeżdżąc ponownie w barwach Motoroli sprawił angielskim kibicom mały zawód przegrywając w Leeds po bezpośredniej walce z Włochem Andreą Ferrigato. Niemniej nieco wcześniej udało mu się zdobyć brązowy medal dla Wielkiej Brytanii wywalczony w Atlancie. Na trasie olimpijskiego wyścigu dwie rundy przed końcem odjechał od wcześniej uformowanej 12-osobowej czołówki w towarzystwie swych byłych kolegów z MG tj. Szwajcara Pascala Richarda i Duńczyka Rolfa Sørensena, lecz w końcówce okazał się od nich wyraźnie słabszy i musiał zadowolić się miejscem na najniższym stopniu podium.

## Schyłek kariery
Po odejściu Motoroli z zawodowego peletonu Sciandri znalazł sobie miejsce na kolejne trzy lata (1997-99) we Francji gdzie Marc Madiot stworzył ekipę La Francaise des Jeux. W tym okresie finiszował jako drugi za naturalizowanym Belgiem Andreiem Tchmilem w najszybszej (47,539 km/h) do 2004 roku edycji klasyku Paryż-Tours, zaś rok później wygrał dwa etapy we francuskiej etapówce najwyższej kategorii (HC) Critérium du Dauphiné Libéré. W sezonie 2000 swą obecnością (doświadczeniem i wciąż niezłą klasą) starał się wspomóc rodzimą ekipę Linda McCartney Team. Dla tej "wegetariańskiej" drużyny zdołał wygrać z kolei włoski semi-klasyk najwyższej kategorii Giro del Lazio. Po rozpadzie tego zespołu raz jeszcze wrócił do włoskiej ekipy - tym razem do Lampre, lecz w jej szeregach nie zanotował już znaczących rezultatów. Ostatnie kilka miesięcy spędził w drużynie swego dawnego pogromcy Riisa czyli Team CSC. Po przejechanym w trzeciej dekadzie kwietnia wyścigu etapowym Tour of Georgia (na wschodzie USA) udał się na krótki wypoczynek do brata mieszkającego na Florydzie. Tam zdecydował o zakończeniu kariery i zaangażowaniu się w rodzinny biznes, rozwiązując tym samym za porozumieniem stron umowę z zespołem Bjarne Riisa.

## Przynależność drużynowa
- 1989 Titanbonifica-Sidermec
- 1990 - 1991 Carrera Jeans-Vagabond
- 1992 - 1993 Motorola
- 1994 GB-MG Maglificio
- 1995 MG-Technogym
- 1996 Motorola
- 1997 - 1999 La Française des Jeux
- 2000 Linda McCartney Racing Team
- 2001 - 2002 Lampre-Daikin
- 2003 Lampre
- Do 20.5.2004 Team CSC

## Najważniejsze zwycięstwa
- brązowy medal IO w Atlancie 1996
- 3 etapy Giro d'Italia
- 1 etap Tour de France
- Najwyższe miejsce w Rankingu UCI: 1993 - 9;
- Czołowe miejsca w Pucharze Świata: 1993 - 3, 1995 - 8 i 1997 - 7.